# Cabanas (La Corunya)
Cabanas és un municipi de la província de la Corunya a Galícia. Pertany a la Comarca do Eume. Es troba a trenta-set quilòmetres de La Corunya, en la vega baixa del riu Eume, just abans de la seva desembocadura en la ria d'Ares. Limita amb A Capela, Fene, Pontedeume i Monfero. Vila fundada pels Comtes de Traba en el segle xi. Conté les parròquies de Cabañas (San Andrés), Irís (San Esteban), Laraxe (San Mamede), Regoela (San Vicente), San Martiño do Porto (San Martín), Santa Cruz del Salto (Santa Cruz) i Soaserra (Santa Olaya).
| 3.322 | 3.584 | 4.380 | 3.528 | 3.368 |
| Fonts: INE i IGE (Els criteris de registre censal variaren i les dades de l'INE i de l'IGE poden no coincidir.) |       |       |       |       |